# Staatsmonopolistischer Kapitalismus
Staatsmonopolistischer Kapitalismus (SMK) oder Staatsmonopolkapitalismus (kurz: Stamokap) ist eine ursprünglich marxistisch-leninistische Bezeichnung für die Verschmelzung des imperialistischen Staates mit der Wirtschaft – die in dieser Phase nur noch aus dünn maskierten Monopolen bestehe – zu einem einzigen Herrschaftsinstrument unter Führung einer Finanzoligarchie, die in der Endphase des Kapitalismus erfolge. Die Stamokap-These vertrat (bzw. vertritt) die Ansicht, dass diese Phase erreicht sei. In der Bundesrepublik Deutschland war hierfür das Kürzel Stamokap gebräuchlich (nicht aber in der DDR). Daneben wurde auch der Ausdruck „der Kapitalismus in seiner (gegenwärtigen) Endphase“ verwendet. These und Begriff entstanden während des Ersten Weltkrieges.
Die Stamokap-These war richtungweisend in den sozialistischen Ländern Europas bis zu den Revolutionen im Jahr 1989. Zwar war sie unter westlichen Linken nie unumstritten, doch prägend für Teile der Linken, etwa für Teile der kommunistischen Parteien (DKP, KPÖ) und in den 1970er Jahren bis weit in die Sozialdemokratie hinein. In der Partei Die Linke (vormals PDS) dauert die Theoriedebatte über den Stamokap noch an.

## Entwicklungsgeschichte der Stamokap-Theorie
Die Stamokap-Theorie geht im Wesentlichen auf Rudolf Hilferding zurück und wurde von Wladimir Iljitsch Lenin erheblich weiterentwickelt. Hilferding schrieb 1910 in seinem Werk Das Finanzkapital: „Nicht das reaktionär gewordene Ideal der Wiederherstellung der freien Konkurrenz, sondern völlige Aufhebung der Konkurrenz durch Überwindung des Kapitalismus kann jetzt allein das Ziel proletarischer Politik sein.“ Lenin schrieb im 1917 veröffentlichten Nachwort zu seinem älteren Werk Das Agrarprogramm der Sozialdemokratie, dass der Erste Weltkrieg „den monopolistischen Kapitalismus in einen staatsmonopolistischen Kapitalismus verwandelte.“ (Lenin-Werke, Bd. 13, S. 436). Dies war die Geburtsstunde des Stamokap-Begriffes. Lenin prägte diesen Terminus und brachte ihn in den Diskurs ein. Die ersten theoretischen Grundlagen dieses Theorieansatzes sind etwas älter.
Bereits Karl Marx und vor allem Friedrich Engels beobachteten, dass sich der klassische Kapitalismus der freien Konkurrenz im letzten Drittel des 19. Jahrhunderts in den Monopolkapitalismus verwandelte. Das bedeutet, dass die Konzentration und die Zentralisation des Kapitals und der Produktion ein Ausmaß erreichen, durch welches wenigen Großunternehmen eine beherrschende Stellung eingeräumt wird. Diese Unternehmen teilten die Märkte untereinander auf, träfen Absprachen über Preise, Löhne und zu produzierende Produktmengen. Hier „schlägt die freie Konkurrenz um ins Monopol“, erklärte Friedrich Engels (MEW 19, S. 220). Das Monopol im marxistischen Sinn ist eine Vereinigung der Großkonzerne zur Sicherung ihrer Profite, sie verschaffen sich systematisch Vorteile gegenüber kleineren und mittleren Unternehmen (KMU), wodurch sie selbst ständig größer und mächtiger würden, während die kleineren, nichtmonopolistischen Unternehmen ständig in ihrer Existenz bedroht seien. Gleichzeitig komme es zu einem wechselseitigen Verwachsen der großen Industrie- und Handelsunternehmen mit dem Bankkapital – daraus entstehe das monopolistische Finanzkapital. Der Kapitalismus trete damit also zunächst in sein monopolistisches Stadium.
Diesen Monopolkapitalismus analysierte Lenin in seiner Schrift Der Imperialismus als höchstes Stadium des Kapitalismus (1916 verfasst, 1917 veröffentlicht) als besonderes Entwicklungsstadium des Kapitalismus. Nach Lenin ist der Imperialismus (oder Monopolkapitalismus) das höchste, letzte und bereits durch parasitäre Eigenschaften geprägte Stadium des Kapitalismus. Ebenfalls in dieser Schrift hielt Lenin fest, dass sich dieser Monopolkapitalismus weiterentwickle zum Stamokap. Dieser Prozess setzte laut Lenin mit dem Ersten Weltkrieg ein. Der Stamokap sei aber kein gänzlich neues Stadium des Kapitalismus, sondern nur die letzte Phase innerhalb des Imperialismus, innerhalb des monopolistischen Stadiums des Kapitalismus. Insofern ist die Stamokap-Theorie eine spezifische Weiterführung der Imperialismustheorie Lenins, das heißt, dass die von Lenin konstatierten Grundbedingungen des Imperialismus weiterhin wirken und bestimmend bleiben. Das Hauptmerkmal dieses Stamokap ist laut Lenin nun, dass durch die Allmacht der Großkonzerne, durch ihre Bedürfnisse und Zwänge, diese Monopole sich den Staatsapparat in steigendem Maße unterordnen würden, sie durchdrängen die gesamte Gesellschaft und bestimmten Wirtschaft und Politik. Durch das Verwachsen der ökonomischen Macht der Konzerne mit der politischen und militärischen des Staates entwickele sich der Imperialismus weiter und finde seine volle Entfaltung als Stamokap. Die staatsmonopolistische Phase des Imperialismus bedeutet also, dass es zu einer unmittelbaren Verquickung staatlichen Handelns und den Interessen der großen Konzerne, des Monopolkapitals, komme. Der Stamokap zeichne sich durch das zweckmäßige Verwachsen der Monopolverbände der großen Konzerne mit den staatlichen Organen aus. Dadurch entstehe eine effiziente politisch-ökonomische Herrschaftsstruktur, die alle Bereiche durchdringe. Die Mechanismen des Stamokap seien nun gekennzeichnet durch die staatliche Absicherung der gesteigerten Machtposition der Großunternehmen, durch die wechselseitige Einflussnahme von Politik und Wirtschaft, die im Interesse eben der Monopole geschehe, sowie durch die Tendenz zum Ausbau der Staatsgewalt in eine verstärkt autoritäre Richtung, die mit der Militarisierung im Inneren wie nach außen verknüpft sei.
Zur Analyse des Imperialismus und des Stamokap haben andere Theoretiker ebenfalls Beiträge geleistet, wenngleich es immer auch Widersprüche zu Lenin gibt, so zum Beispiel Rudolf Hilferding (Das Finanzkapital, 1910), Nikolai Bucharin (Imperialismus und Weltwirtschaft, 1915 verfasst, 1917 veröffentlicht) oder auch Rosa Luxemburg (Die Akkumulation des Kapitals, 1913). Ebenfalls eine gewisse Relevanz für den Stamokap-Ansatz haben die Schriften von Antonio Gramsci oder auch Georgi Dimitrow, die sich vor allem mit Fragen zu der Bündnispolitik auseinandergesetzt haben, die von all den Schichten betrieben werden, die durch die großen Monopole (Konzerne) bedrückt werden. Diese Bündnispolitik ist gegen diejenigen Elemente des Kapitalismus gerichtet, die den Imperialismus tragen.
Nach Lenins Tod gab es zunächst einen gewissen Stillstand in der Weiterentwicklung und Präzisierung seiner Thesen. 1952 nahm Josef Stalin in seinen „Ökonomischen Problemen des Sozialismus in der UdSSR“ eine gewisse Revision des leninschen Stamokap-Begriffes vor. Nach Stalins Tod gab es wieder einen offeneren Diskurs um die Stamokap-Analyse, vor allem in der DDR trauten sich Wissenschaftler wieder, direkt an Lenins Vorgaben anzuknüpfen. In Ost-Berlin erscheinen in dieser Zeit, herausgegeben vom Institut für Gesellschaftswissenschaften, die beiden zentralen Bücher zur Stamokap-Theorie im deutschsprachigen Raum, nämlich Imperialismus heute (1965) und Der Imperialismus der BRD (1971). Bereits zuvor, 1960, hatten Terminus und Theorie des Stamokap ihre Festsetzung in den offiziellen Parteiprogrammen der Kommunistischen und Arbeiterparteien auf deren Weltkonferenz in Moskau erfahren. Der marxistische Historiker Dietrich Eichholtz führte in seinem Werk Geschichte der deutschen Kriegswirtschaft die Reichsvereinigung Eisen als ein Beispiel für den Stamokap an.
Die Stamokap-Theorie beschränkte sich indes nicht auf die sozialistischen Länder: Sie fand auch Verbreitung unter Marxisten in den kapitalistischen Ländern Europas – von Italien bis nach Skandinavien und nicht zuletzt in der Bundesrepublik Deutschland bei Teilen der SPD (zum Beispiel Hans-Ulrich Klose und Diether Dehm), vor allem aber bei den Jusos (zum Beispiel Olaf Scholz und Klaus Uwe Benneter), bei der SJD – Die Falken, bei dem Sozialistischen Hochschulbund (SHB), bei DKP, SDAJ und PDS sowie in Österreich vor allem in der Sozialistischen Jugend und der KPÖ. Bemerkenswert war die Renaissance der Strömung Mitte der neunziger Jahre rund um den damaligen SJÖ-Verbandssekretär Andreas Babler, da seit diesem Zeitpunkt eigentlich die Sozialistische Jugend die Deutungshoheit über die Stamokap-Theorie in Österreich hatte. Darauf reagierend waren dann auch kommunistische Gruppierungen bereit, sich wieder politisch-inhaltlich mit der Aktualität der Theorie auseinanderzusetzen und ihre Strategien danach auszurichten.
Bezüglich Deutschland und der SPD-Jusos ist vor allem auf drei Daten hinzuweisen. Zunächst auf das Jahr 1972, als die Juso-Landesverbände Hamburg und Berlin Strategiepapiere verabschiedeten, in denen sie die Stamokap-Theorie zur Grundlage ihrer politischen Arbeit machten. Im Bundesverband der Jungsozialisten sorgte das für heftige Diskussionen. Dann auf das Jahr 1977, als Klaus Uwe Benneter (später – nach Wiederaufnahme in die SPD – von Februar 2004 bis November 2005 Generalsekretär der Partei) neuer Vorsitzender der Jusos wurde. Als Anhänger der Stamokap-Theorie trat Benneter damals für breite „antimonopolistische Bündnisse“ ein, was auch die Zusammenarbeit mit der DKP einschloss. 
Benneter wurde daraufhin aus der SPD ausgeschlossen, neuer Juso-Vorsitzender wurde Gerhard Schröder. Das dritte wichtige Jahr für die deutschen Jusos ist 1980, als die „Herforder Thesen“ publiziert wurden, in denen der damalige linke Bezirksvorstand der Jungsozialisten in der SPD Ostwestfalen-Lippe seine Thesen „zur Arbeit von Marxisten in der SPD“ formulierte, die sich wesentlich auf die Stamokap-Theorie stützten. Die marxistisch inspirierte Strömung innerhalb der SPD formulierte ihre Grundlagen seitdem mehrfach neu. Sie findet ihre Fortsetzung in der Zeitschrift spw.
Auch außerhalb Europas fanden die strategischen Implikationen der Stamokap-Theorie einen realpolitischen Niederschlag. Die Regierung der Unidad Popular unter Salvador Allende in Chile von 1970 bis 1973 orientierte sich mit ihrer antiimperialistischen, antimonopolistischen und antioligarchischen Politik eng an den Vorgaben der Stamokap-Bündnispolitik, zumal in dieser Volksfrontregierung neben den Sozialisten eben auch die Kommunisten (Luis Corvalán), Gewerkschaften und christliche Linke mitarbeiteten. Diese Strategie freilich wurde durch den Militärputsch 1973 unter Augusto Pinochet beendet.

## Kernaussagen der Stamokap-Theorie
Wie oben bereits angeführt entwickelte sich aus marxistischer Sicht der Stamokap auf Grundlage des Imperialismus – er ist gemäß der Stamokap-Theorie dessen volle Entfaltung. Das bedeutet, dass auch dem Stamokap zunächst jene grundlegenden fünf Merkmale zugrunde lägen, die Lenin in seiner Schrift von 1916 für den Imperialismus (oder Monopolkapitalismus) insgesamt als charakteristische festgestellt hat. Diese klassische marxistische Imperialismus-Definition Lenins lautet: 
1. „Konzentration der Produktion und des Kapitals, die eine so hohe Entwicklungsstufe erreicht hat, dass sie Monopole schafft, die im Wirtschaftsleben die entscheidende Rolle spielen;
2. Verschmelzung des Bankkapitals mit dem Industriekapital und Entstehung einer Finanzoligarchie auf der Basis dieses ‚Finanzkapitals’;
3. der Kapitalexport, zum Unterschied vom Warenexport, gewinnt besonders wichtige Bedeutung;
4. es bilden sich internationale monopolistische Kapitalistenverbände, die die Welt unter sich teilen, und
5. die territoriale Aufteilung der Erde unter die kapitalistischen Großmächte ist beendet.

Der Imperialismus ist der Kapitalismus auf jener Entwicklungsstufe, wo die Herrschaft der Monopole und des Finanzkapitals sich herausgebildet, der Kapitalexport hervorragende Bedeutung gewonnen, die Aufteilung der Welt durch die internationalen Trusts begonnen hat und die Aufteilung des gesamten Territoriums der Erde durch die größten kapitalistischen Länder abgeschlossen ist.“  (Lenin-Werke, Bd. 22, S. 270 f.)
Die Stamokap-Analyse trifft nun aufgrund der Erkenntnisse Lenins mehrere darauf aufbauende Kernaussagen für die staatsmonopolistische Phase des Imperialismus. Dies sind hauptsächlich die folgenden:
1. Der Stamokap sei eine historische Phase des Spätkapitalismus, die durch besondere ökonomische und politische Merkmale gekennzeichnet sei. Was die ökonomische Seite betrifft, so würden in jeder Branche eine kleine Anzahl großer Konzerne eine bedeutende Rolle spielen. Diese Großunternehmen, die in einem widersprüchlichen Verhältnis aus Konkurrenz und Kooperation zueinander stünden, verfügten über eine immense Marktmacht und besäßen aufgrund ihres Monopolcharakters sowie ihrer Größenvorteile entscheidende Rentabilitätsvorteile gegenüber anderen kleineren Unternehmen. Die Zentralisation und die Konzentration des Kapitals und der Produktion würden auf höherem Niveau fortgesetzt – dafür stünden einerseits die großen Fusionen und Übernahmen der Gegenwart, andererseits die jährlichen Pleitewellen seitens der kleinen und mittleren Unternehmen.
2. In politischer Hinsicht seien staatliche Eingriffe in die kapitalistische Produktionsweise charakteristisch für den Stamokap. Diese Regulierung zeichne sich aus durch staatliche Steuerpolitik, Subventionen, Investitionen, Verteilungspolitik, Sozialtransfers etc. Durch diese staatlichen Einflüsse gelinge es, den kapitalistischen Grundwiderspruch zwischen gesellschaftlicher Produktion und privatkapitalistischer Aneignung zu entschärfen. Denn unter den Bedingungen der wissenschaftlich-technischen Revolution seien trotz des immensen Reichtums der Großunternehmen zwecks Erhaltung derer Verwertungsbedingungen staatliche Ausgaben erforderlich, um zum einen durch Subventionen kostenintensive, produktivitätssteigernde Investitionen der Großunternehmen mitzufinanzieren und zum anderen über staatliche Nachfragepolitik für eine Kompensation des Rückgangs der Binnennachfrage zu sorgen, der mit der monopolistischen Aneignung gesellschaftlichen Reichtums verbunden sei. Zu guter Letzt sorge der Staat also immer für eine Beschleunigung der kapitalistischen Akkumulation im Sinne der Konzerne, für Umverteilung von unten nach oben und für die Reproduktion des gesamten monopolkapitalistischen Systems.
3. Der ökonomische Einfluss der Großunternehmen wirke in die politische Sphäre hinein. Über Verbindungen zum Staat würden die Konzerne die Richtung und Maßnahmen der Politik zugunsten ihrer Interessen lenken und beeinflussen. Diese Einflussnahme erfolge durch Verbandslobbys (zum Beispiel Industriellenvereinigung), wechselseitigen Personalaustausch zwischen Wirtschaft und Politik sowie institutionalisierte Bündnisse (zum Beispiel „Sozialpartnerschaft“). Letztlich sei der imperialistische Staat ideeller Gesamtkapitalist, der im Dienste der Monopole wirke.
4. Im Stamokap würden kapitalistische Widersprüche nicht gelöst, sondern nur verschleiert. Die Kluft zwischen armen und reichen Menschen werde größer, der Widerspruch zwischen gesellschaftlicher Produktion und kapitalistischer Aneignung bleibe bestehen. Ebenso verschärfe sich unweigerlich der Widerspruch zwischen den „entwickelten“ Industriestaaten des Zentrums (v. a. USA, EU und Japan) und den von ihnen in neokolonialer Manier ausgebeuteten Ländern in Afrika, Asien, Lateinamerika und europäischen Randgebieten. Zuletzt bestehe auch ein Widerspruch zwischen den einzelnen imperialistischen Staaten, die sich untereinander im ständigen Kampf um Einflusssphären, Rohstoffe, Absatzmärkte und billige Arbeitskräfte befänden. Diese Widersprüche seien es, die notwendig zum Ausbau des staatlichen Repressionsapparates und vor allem der Militärmacht führen müssten. In letzter Instanz seien Unterdrückung, Militarisierung und Krieg dem Stamokap systemimmanent, da Gewalt – in welcher Form auch immer – sein Vermittlungsmechanismus bleibe.
5. Der hohe Grad gesellschaftlicher, wenngleich monopolisierter Produktion im Stamokap weise Potenziale hin zum Sozialismus auf. Es komme darauf an, die Produktion unter gesellschaftliche Kontrolle zu stellen und die Betriebe wie auch den Staat zu demokratisieren. Die Richtung und das Wie der staatlichen Eingriffe sei im Interesse der Mehrheit der Bevölkerung, vor allem der Erwerbstätigen, umzulenken. Zur Erreichung dieses Ziels seien übergangsweise antimonopolistische Bündnisse der lohnabhängigen Klasse mit nicht-monopolistischen Schichten notwendig. Eine radikal-demokratische Bewegung solle hier im Rahmen des bürgerlichen Staates zunächst die Etappe der antimonopolistischen Demokratie erreichen, die Durchgangspunkt und Voraussetzung für die sozialistische Gesellschaft sei. Lenin meint, die „Dialektik der Geschichte ist gerade die, dass […] die Umwandlung des monopolistischen Kapitalismus in den staatsmonopolistischen Kapitalismus […] die Menschheit dem Sozialismus außerordentlich nahe gebracht hat.“ (Lenin-Werke, Bd. 25, S. 370)

## Marxistische Kritik an der Stamokap-Theorie
Von anderen marxistischen Strömungen wurde auch Kritik an der mangelnden Reichweite der Theorie des SMK geübt:
1. Die Existenz von Unternehmen mit marktbeeinflussendem Charakter modifiziere zwar die Wertgesetzlichkeit der Marktstrukturen, hebe sie aber nicht auf. Die zuweilen von Vertretern der SMK-Theorie geäußerte Annahme einer Beseitigung der Wertgesetzlichkeit durch Großkonzerne, die die Ökonomie angeblich steuern könnten, sei weder theoretisch begründet noch empirisch belegt. Große Konzerne würden trotz aller Marktbeeinflussung nicht die regelnden Strukturen determinieren, nach denen sie konkurrieren, fusionieren, investieren und produzieren, sondern diese würden letztlich auch großen Konzernen durch die Logik der anonymen abstrakten Kapitalbewegung aufgenötigt.
2. Die SMK-Theorie erkläre nur unzureichend, welche spezifische Formbestimmung der Staat im engeren Sinne im Kapitalismus notwendigerweise aufweise, nämlich die einer Trennung verselbständigter staatlicher Apparate von der Gesellschaft, in denen sich jedoch gesellschaftliche Auseinandersetzungen – wenn auch gebrochen – materialisieren und widerspiegeln würden.
3. Die SMK-Theorie stelle Geschichte zu stark als ein vom Menschen frei gewähltes Willens- und zu wenig als ein das menschliche Handeln anleitendes Strukturverhältnis dar. Kapitalismus sei aber in hohem Maße auch Herrschaft der durch die Menschen im Rahmen der Wert- und Kapitallogik hinterrücks und nicht bewusst geschaffenen Verhältnisse über die Menschen. Der Staat sei also im Kapitalismus keine Instanz beliebiger Freiheitsgrade, deren sich gesellschaftliche Kräfte wie Großunternehmen leicht bedienen könnten, sondern der Staat sei selber – wie übrigens auch kapitalistische Unternehmen – eingeordnet in eine kapitalistische Struktur der Vergesellschaftung durch Werte. Sozialismus heiße also daher nicht nur, die Beseitigung der Vermachtung des Großkapitals, worauf die SMK-Theorie zu stark fokussiere, anzustreben, sondern Ziel müsse es sein, die kapitalistischen, die Menschen beherrschenden Verhältnisse als Ganzes aufzuheben und in einen „Verein freier Menschen“ zu überführen, in dem die Individuen ihre Verhältnisse möglichst bewusst, rational und kooperativ steuern würden.
4. Geschichte sei zwar trotz der das Handeln der Menschen strukturierenden Verhältnisse nicht totaldeterminiert, sondern lasse Freiräume für Handlungen. Wolle man jedoch diese analysieren, müsse konzediert werden, dass der auf die direkte Staatlichkeit beschränkte Staatsbegriff der SMK-Theorie verengt und daher im Sinne Gramscis zu erweitern sei. Zum Staat im umfassenden Gramscischen Sinne gehören die politische Gesellschaft, die über die direkten Staatsapparate verfüge, wie auch die sog. Zivilgesellschaft, d. h. gesellschaftliche Instanzen wie die Kirche, Verbände usw. Sowohl die Praktiken in den direkten Staatsapparaten wie auch die Auseinandersetzungen in der Zivilgesellschaft würden eine wichtige Rolle beim Kampf gesellschaftlicher Kräfte um Hegemonie spielen.

## Stamokap 2.0
Der niederländische Medienwissenschaftler Geert Lovink bezeichnet den Digitalen Kapitalismus in Hinblick auf die Verschmelzung überwachungsstaatlicher und kapitalistischer Interessen als „Stamokap 2.0“ und rekurriert damit auf die marxistisch-leninistische Theorie. Philipp Staab sieht hingegen keine umfassende Einheit von Staat und Kapital. Er hält den Staat sogar für den großen Verlierer des Digitalen Kapitalismus.